# 金鯱
金鯱（きんしゃち、きんこ、きんのしゃちほこ）は、金色に装飾を施した鯱のことである。

## 概要

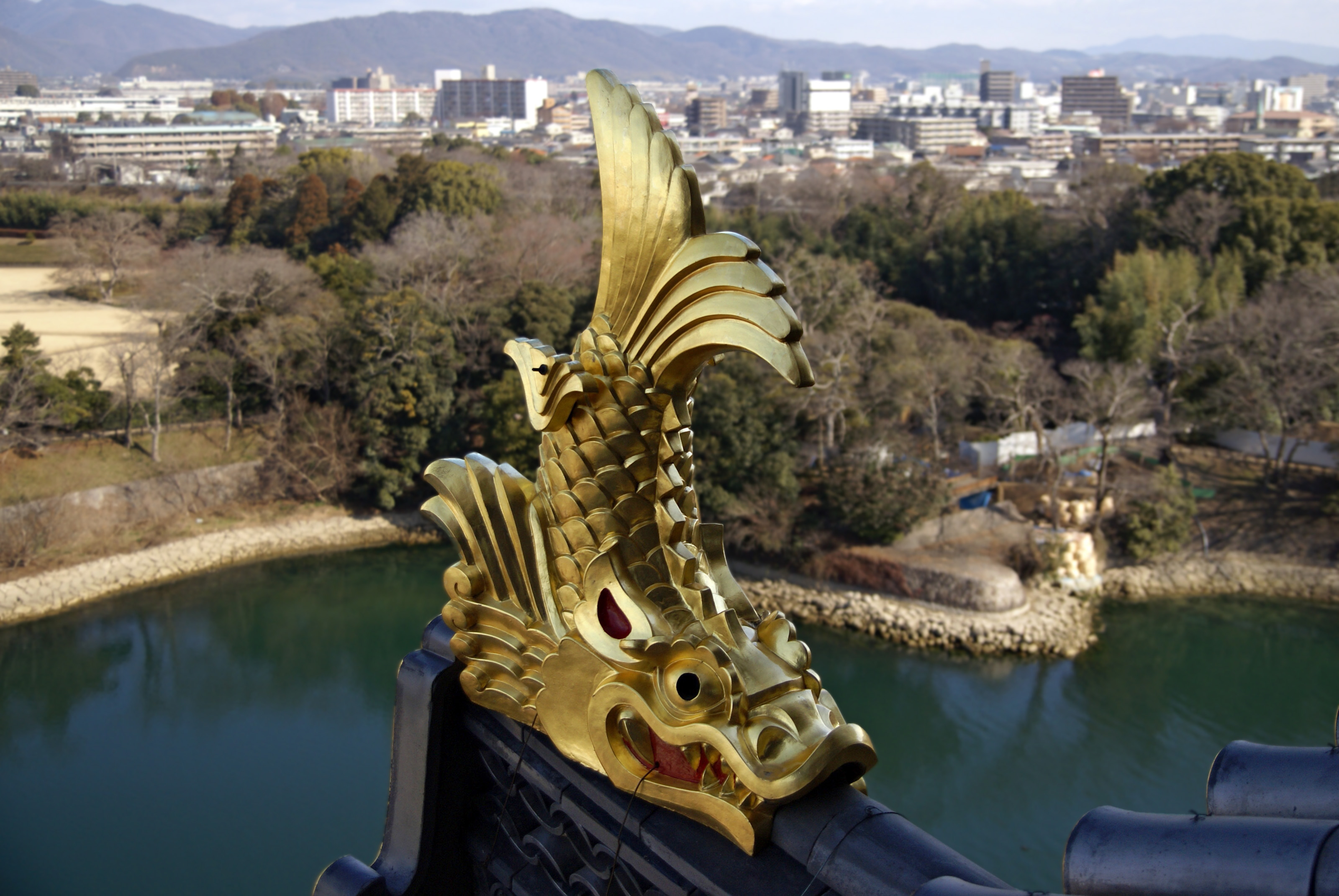
金箔押の鯱瓦の例（岡山城天守3重棟上）

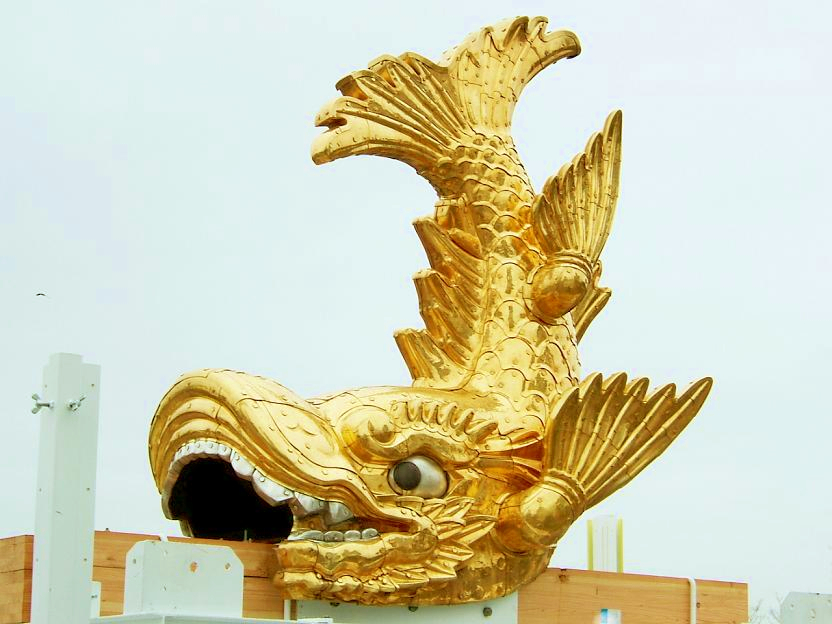
金板張の木造鯱の例（2005年日本国際博覧会で天守から降ろして公開された名古屋城の金鯱）

城郭建築の天守には、金箔押の鯱瓦と金板張りの木造鯱の例がある。
金箔押の鯱瓦では、創建当初に岡山城天守へ載せられたとされるものを再現したものが見られる。金板張りの木造鯱では、現在は名古屋城大天守へ載せられていたものを復元したもののみ見ることができる。
また、現代では金箔や金の板を張ったものは少ないが、寺院や住宅、商業施設などにもあげられている例があり、本圀寺（京都府京都市）に見られる。

## 種類

### 金箔押鯱瓦
金箔押の鯱瓦は粘土製の素焼きの鯱瓦に漆を塗り、金箔を施したものである。広島城大天守や岡山城天守、松本城大天守など豊臣恩顧と呼ばれる大名や有力な大名の一部の居城の天守などに上げられた例がある。城によって鯱瓦を金箔押とする程度であり、通常の鯱瓦を上げていた城が多かったとみられている。

### 金板張木造鯱
金板張の木造鯱は、徳川家康によって初代江戸城天守（10尺、約3メートル）に上げられたものが初めとされているもので、金属板張の木造鯱の一種である。後に名古屋城大天守、徳川期江戸城の後2代の天守、徳川期大坂城天守などにほぼ同様、同規模のものが上げられたというのみで類例は少ない。

## 歴史
鯱に初めて金を施したのは、織田信長の安土城天守とも羽柴秀吉の大坂城天守ともいわれ、豊臣政権下では、許可を得ずに瓦などに金を施すことは許されていなかったと見られている。
関ヶ原の戦い以降、豊臣政権の弱体化により権力が家康に移ると実質の築城規制の解禁がにわかに起こり、同時に天守建設が流行すると金鯱（金箔押鯱瓦）や金箔瓦を上げる大名が増えていったが、徳川政権（徳川幕府）が固まると、築城に関する規制が起こり始め、元和元年（1615年）以降は、築城・天守造営の原則禁止にともない、金箔や金板を張った鯱を上げられることはほとんどなくなり、建物の修築後は、財政難から質を落としたり、まったく張らないようにした城が多かった。

## 天守に金鯱があった主な城

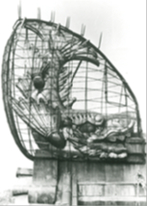
戦災で焼失した名古屋城天守の金鯱

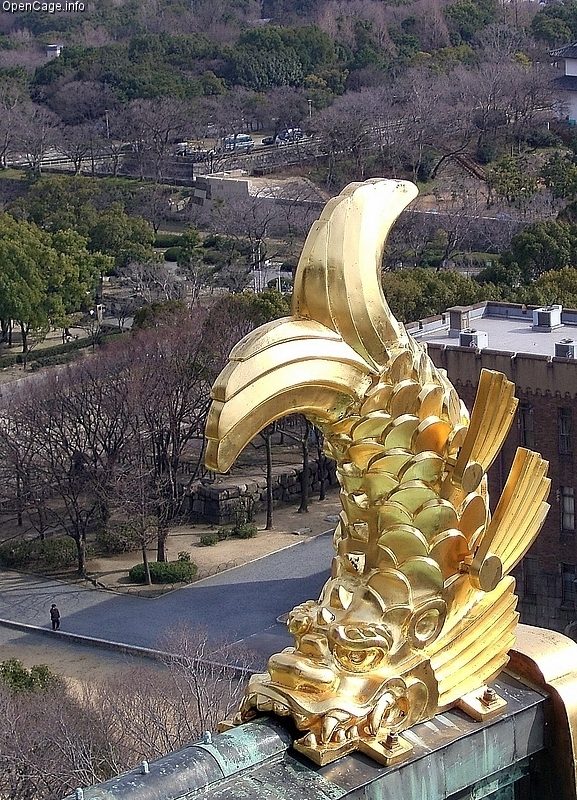
大阪城天守閣の金鯱

- 安土城
- 大坂城
- 江戸城
- 駿府城
- 名古屋城
- 伏見城

## お座敷芸
名古屋の舞妓・芸妓が披露するお座敷芸の一種で、この金鯱のような形になるよう逆立ちをする「金の鯱」という芸が存在する。「戦前から伝わる名古屋芸者必須の芸」と言われている。